# Chenalhó
Chenalhó est une des communes du Chiapas localisée dans la région des hauteurs du Chiapas au Mexique. Son nom vient du tzotzil et signifie eau de la caverne. Elle est surtout connue pour abriter la localité d'Actéal, où eut lieu le Massacre d'Acteal en 1997.

## Géographie
Chenalhó est située dans la zone centrale du Chiapas, au cœur même des hauteurs du Chiapas. Elle est limitée par Chalchihuitán
au nord, par Aldama à l'ouest,  par Chamula et Mitontic au sud, ainsi que Pantelhó,San Juan Cancuc et Tenejapa à l'est. Elle possède une superficie de 113 km². 

### Climat et écosystèmes
L'altitude présente influe énormément sur son climat et sa végétation. À la différence de beaucoup de communes chiapanèque de climat tropical, celui de Chenalhó est plus froid. Il est décrit comme un « costal humide avec des pluies toute l'année ».
La température moyenne annuelle varie entre 14 et 20 °C.
La faune est pourvue de pin, de cyprès, de romarin, de camomille et de chêne.

## Démographie
La commune possède une population de 31 788 habitants selon le comptage de 2005.

### Localités
Sur le territoire de la commune se trouvent 96 localités, les principales étant : 
| Localidad              | Población |
| ---------------------- | --------- |
| Total Municipio        | 31,788    |
| Chenalhó               | 2,656     |
| Belisario Domínguez    | 1,808     |
| Tzeltal                | 1,530     |
| Yibeljoj               | 1,432     |
| Yabteclum Fracción Dos | 1,146     |
| Puebla                 | 1,125     |
| Acteal                 | 424       |